# Jaguar XE
De Jaguar XE (codenaam X760) is een model van de Jaguar familie, aangekondigd door de Britse autofabrikant Jaguar Cars op het Autosalon van Genève in 2014. Het is de eerste kleine Jaguar sinds het einde van de productie van de Jaguar X-type in 2009. De auto zal verkrijgbaar zijn met zowel achterwiel- als vierwielaandrijving. De Jaguar XE wordt onder de bestaande XF gepositioneerd en zal de eerste auto in zijn segment zijn met een aluminium monocoque, geïntroduceerd in de conceptauto C-X17 in 2013 en staat op een nieuw modulair aluminium platform, genaamd iQ[Al].
Het wereldwijde debuut vond plaats op 8 september 2014 in Londen. De officiële presentatie zal zijn op de Autosalon van Parijs in oktober 2014. De introductie in Nederland was in juni 2015, waarbij consumenten in de Verenigde Staten in 2016 de XE kunnen aanschaffen. De XE zal worden aangedreven door een nieuwe generatie Jaguar-Land Rover tweeliter viercilinder motoren, genaamd 'Ingenium'. De nieuwe tweeliter motor speelt een rol bij het reduceren van het gemiddelde brandstofverbruik en CO2-uitstoot van nieuwe Jaguars, waarbij de XE met de nieuwe 2.0 Ingenium diesel minder dan 4,0 liter per 100 km zal verbruiken en de CO2-uitstoot minder dan 100 gram per km zal bedragen. De XE zal ook beschikken over de 3.0 V6 S/C-benzinemotor uit de F-Type en de 3.0 TDV6 (Jaguar AJ-V6D Gen III)-dieselmotor uit onder andere de XF, XJ (X351) en verschillende Land Rovers.

## Motorspecificaties
|                                             | E-Performance 2.0d 163 Ingenium  | 20d 2.0d 180 Ingenium                        | 25d AWD 2.0d 240 Ingenium    | 20t 2.0 i4 Ti 200              | 20t 2.0 i4 Ti 200 Ingenium   | 25t 2.0 i4 Ti 240              | 25t 2.0 i4 Ti 250 Ingenium                   | S 3.0 V6 S/C 340                      | S 3.0 V6 S/C 380                      |
| ------------------------------------------- | -------------------------------- | -------------------------------------------- | ---------------------------- | ------------------------------ | ---------------------------- | ------------------------------ | -------------------------------------------- | ------------------------------------- | ------------------------------------- |
| Productie                                   | 2015-                            | 2015-                                        | 2017-                        | 2015-2016                      | 2017-                        | 2015-2016                      | 2017-                                        | 2015-2016                             | 2017-                                 |
| Motoreigenschappen                          |                                  |                                              |                              |                                |                              |                                |                                              |                                       |                                       |
| Interne motorcode                           | JLR AJ20D                        | JLR AJ20D                                    | JLR AJ20D                    | 2.0 GTDI-14 (Ford EcoBoost 20) | JLR AJ20P                    | 2.0 GTDI-14 (Ford EcoBoost 20) | JLR AJ20P                                    | JLR AJ126                             | JLR AJ126                             |
| Motortype                                   | 4-cilinder in-lijn diesel        | 4-cilinder in-lijn diesel                    | 4-cilinder in-lijn diesel    | 4-cilinder in-lijn benzine     | 4-cilinder in-lijn benzine   | 4-cilinder in-lijn benzine     | 4-cilinder in-lijn benzine                   | 6-cilinder in V-vorm benzine          | 6-cilinder in V-vorm benzine          |
| Brandstofinjectie                           | Common-rail dieselinjectie       | Common-rail dieselinjectie                   | Common-rail dieselinjectie   | Directe brandstofinjectie      | Directe brandstofinjectie    | Directe brandstofinjectie      | Directe brandstofinjectie                    | Directe brandstofinjectie             | Directe brandstofinjectie             |
| Aanjager                                    | Turbo                            | Turbo                                        | Turbo                        | Turbo                          | Turbo                        | Turbo                          | Turbo                                        | Supercharger (mechanische compressor) | Supercharger (mechanische compressor) |
| Cilinderinhoud                              | 1999 cm³                         | 1999 cm³                                     | 1999 cm³                     | 1999 cm³                       | 1999 cm³                     | 1999 cm³                       | 1999 cm³                                     | 2995 cm³                              | 2995 cm³                              |
| Vermogen                                    | 120 kW (163 pk) bij 4000/min     | 132 kW (180 pk) bij 4000/min                 | 177 kW (240 pk) bij 4000/min | 147 kW (200 pk) bij 5500/min   | 147 kW (200 pk) bij 5500/min | 177 kW (240 pk) bij 5500/min   | 184 kW (250 pk) bij 5500/min                 | 250 kW (340 pk) bij 6500/min          | 280 kW (380 pk) bij 6500/min          |
| Koppel                                      | 380 Nm bij 1750-2500/min         | 430 Nm bij 1750-2500/min                     | 500 Nm bij 1500/min          | 280 Nm bij 1750-4000/min       | 320 Nm bij 1200-4500/min     | 340 Nm bij 1750-4000/min       | 365 Nm bij 1200-4500/min                     | 450 Nm bij 4500/min                   | 450 Nm bij 3500-5000/min              |
| Krachtoverbrenging                          |                                  |                                              |                              |                                |                              |                                |                                              |                                       |                                       |
| Aandrijving                                 | Achterwielaandrijving            | Achterwielaandrijving of vierwielaandrijving | Vierwielaandrijving          | Achterwielaandrijving          | Achterwielaandrijving        | Achterwielaandrijving          | Achterwielaandrijving of vierwielaandrijving | Achterwielaandrijving                 | Achterwielaandrijving                 |
| Standaard transmissie                       | handgeschakelde 6-bak (ZF S6-45) | handgeschakelde 6-bak (ZF S6-45)             | 8-traps automaat (ZF 8HP45)  | 8-traps automaat (ZF 8HP45)    | 8-traps automaat (ZF 8HP45)  | 8-traps automaat (ZF 8HP45)    | 8-traps automaat (ZF 8HP45)                  | 8-traps automaat (ZF 8HP45)           | 8-traps automaat (ZF 8HP45)           |
| Optionele transmissie                       | 8-traps automaat (ZF 8HP45)      | 8-traps automaat (ZF 8HP45)                  |                              |                                |                              |                                |                                              |                                       |                                       |
| Meetwaarden                                 |                                  |                                              |                              |                                |                              |                                |                                              |                                       |                                       |
| Topsnelheid                                 | 227 km/u                         | 231 [228]/[225] km/u                         | [250] km/u                   | [237] km/u                     | [238] km/u                   | [250] km/u                     | [250] km/u                                   | [250] km/u                            | [250] km/u                            |
| Acceleratie 0-100 km/u                      | 8,4 [8,2] s                      | 7,8 [7,8]/[7,9] s                            | [6,1] s                      | [7,7] s                        | [7,1] s                      | [6,8] s                        | [6,3]/[6,2] s                                | [4,5] s                               | [4,2] s                               |
| Brandstofverbruik per 100 km (gecombineerd) | 3,8 [4,1] l                      | 4,2 [4,2]/[4,7] l                            | [5,2] l                      | [7,5] l                        | [6,3] l                      | [7,5] l                        | [6,3]/[6,8] l                                | [8,1] l                               | [8,1] l                               |
| EU-emissienorm                              | Euro 6                           | Euro 6                                       | Euro 6                       | Euro 6                         | Euro 6                       | Euro 6                         | Euro 6                                       | Euro 6                                | Euro 6                                |

Waarden tussen [..] zijn de meetwaarden in combinatie met de achttraps automaat. Waarden na / zijn de meetwaarden in combinatie met vierwielaandrijving met de achttraps automaat als er meer aandrijvingsmogelijkheden zijn.